# 芝山兼太郎
芝山 兼太郎（しばやま けんたろう、1873年〈明治6年〉7月18日 - 1929年〈昭和4年〉11月14日）は、日本の理容師、美容師。日本の美顔術の始祖とされ、神奈川県横浜市で日本初の理容室を開店し、横浜理容界の草分けの1人といわれる。長女は日本初のエステティックサロンを開業した芝山みよかであり、芝山の習得した美顔術は、みよかにも大きな影響を与えている。

## 経歴

### 誕生 - 理容師修行
肥後国熊本藩に誕生した。幼少時に神奈川の庄屋の養子となり、13歳のとき、遠縁の理髪店に勤めた。間もなくその店の規模の小ささに見切りをつけて、横浜の外国人居留地に夢を託した。横浜は、日本で最初の西洋式の理髪店が開店したこともあり、当時は日本国外の客を相手にする理容師が多く存在していた。
芝山は横浜で名を馳せる理容師の中の1人、松本定吉に弟子入りした。松本は当時の理容師の中でも最も名声があり、「かみそり定」の異名で呼ばれていた。その剃刀の腕前は、後年「なめらかに削った竹のヘラで頬をなでるように剃刀を使い、いつの間にか客を眠らせるほどの名人上手」と伝えられている。
芝山は松本のもとに勤め、本格的に理容師の修行を始めた。早朝から深夜まで雑用は続き、毎晩250本ものタオルを手で洗った。冬季は辛い作業であった。芝山は激務に耐えつつ、ふけ取り、剃刀の研ぎ方など、理髪の初歩的な技術を一つ一つ、懸命に学んだ。深夜は密かに、自分の膝を客の顔に見立てて、剃刀を練習していた。そのためにいつも、膝から血を流していた。
松本は芝山の器用さと熱心さを見込み、外国人居留地でフランス人が営む理髪店に修行に出した。芝山はこの店で、ドイツのゾーリンゲン製の剃刀の技術を学んだ。ゾーリンゲン製の剃刀の切れ味は日本製を上回り、芝山はその性能に魅了された。後に芝山は「外人屋敷の理容師」に昇格し、単独での客回りが可能となった。

### 独立・開業
21歳のとき、日清戦争で応召したが、満州での戦闘で負傷し、後送された。その後は再び松本の店で働いた後、22歳で独立し、1895年（明治28年）に横浜市中区山下町に理容店「日之出軒」を開業した。日之出軒は大いに繁盛し、当時の新聞に「横浜名物は伊勢佐木町の吉野志る粉に山下町の日之出軒」と記事が載るほどであった。

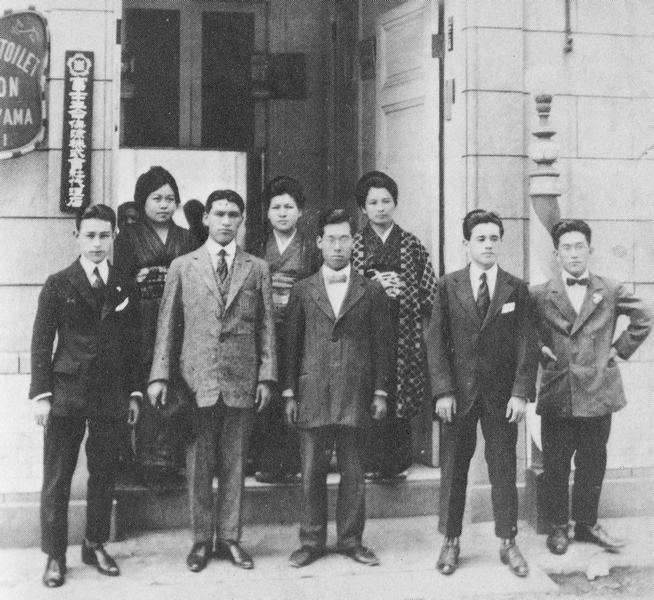
1902年、パレス・トイレット・サロン正面にて

1897年（明治30年）、日本国外の客を専門とする「パレス・トイレット・サロン・シバヤマ」を、山下町に開業した。店には、先述のフランス人理容師から帰国前に譲り受けた、全高3.6メートル以上の巨大な鏡を設置して、その前には大理石の豪華な前流しを5台も設け、客たちを驚かせた。芝山の他、ベテラン店員が5人勤めており、後に北海道で「女床」の名で知られる宍戸いく（後の北海道美容環衛組合初代理事長）もいた。店の理髪部に隣接して、日本国外の女性客を対象とした婦人部もあり、人気を呼んだ。これが日本での美容室の始まりとされる。
日露戦争でも戦争に参加させられたが、ここでも国外での戦争で負傷し、帰国して間もなく除隊した。

### 美顔術の習得

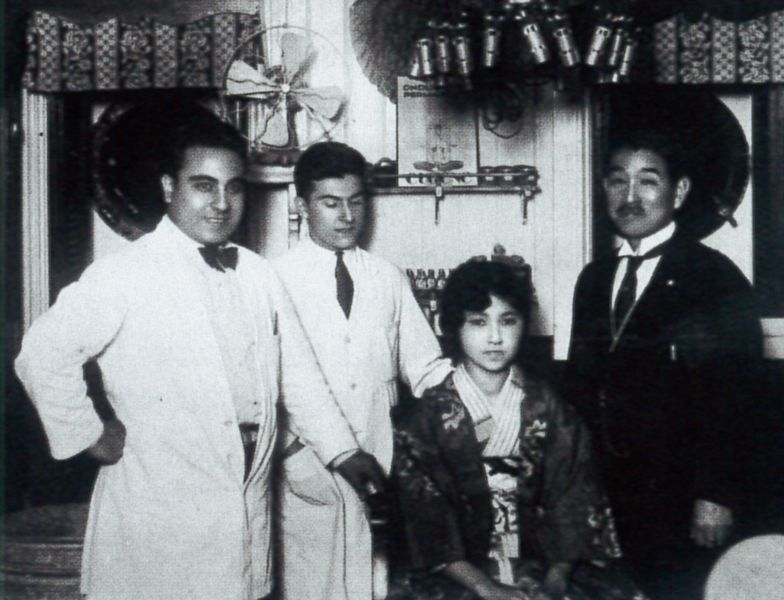
パレス・トイレット・サロン店内。向かって右端が芝山、その隣が長女みよか。左端は芝山に美顔術を教えたキャンブルーと推測されている。

1905年（明治38年）、アメリカの医師であるW・キャンブルーが芝山の店を訪ね、自ら研究している血行療法主体のマッサージ法を教え、それを学ぶことを勧めた。教授料は高額であったが、芝山は日本国外の新技術に強い興味を持っていたことから、それを教わることを決心した。マンツーマンでの教育により、2日間でマッサージ法のほとんどを習得した。
芝山はこの技術を広めるために、講習会を開催した。講習生が「この技術を何と呼ぶか」と問い、芝山が「英語では単にフェーシャル（facial）、正確にはキャンブルー式フェイス・マッサージ」と答えたところ、「名前が長い」「難しい」との意見が多発した。講習生の一人、後に「天皇の理髪師」として知られる大場秀吉が、「顔を美しくする」との意味で、日本語での「顔美術（がんびじゅつ）」の名を提案したところ、芝山は語呂が良くないとして「美顔術」と命名した。また他のキャンブルーのマッサージ用語も、「軽擦法」「振動法」「圧迫法」などと日本語訳した。
1906年（明治39年）、それまであまり顧みられることのなかった衛生知識の普及や、技術向上を目的として、理髪業界の初の組織である「大日本美髪会」が誕生した。芝山は大場秀吉の勧めもあって、この会に参加し、講習部長として日本全国を回った。苦心して学んだ技術を、わずかの講習料で教えることを咎める声もあったが、芝山は業界利益全体の発展を願い、反対の声を退けて、技術も知識も出し惜しみすることは無かった。
1912年（大正元年）、美顔術研究の成果の集大成として『実用美容術指針 一名学理的化粧法』を刊行した。図解は、芸術的才能に恵まれた次男が担当した。モデルを務めた2人の女性は、後の日本ヘアデザイン協会名誉会員となる坪内弘江と、横浜の芝山美容学校の生徒となる吉田美津枝であり、共に関西美容界を後に牽引する人物であった。『実用美容術指針』は美顔術研究者のバイブル、古典的名書ともいわれ、1929年（昭和4年）までに7刷を重ねた。芝山みよかの著書『正則美顔術』の基盤にもなった。

### 震災からの復興

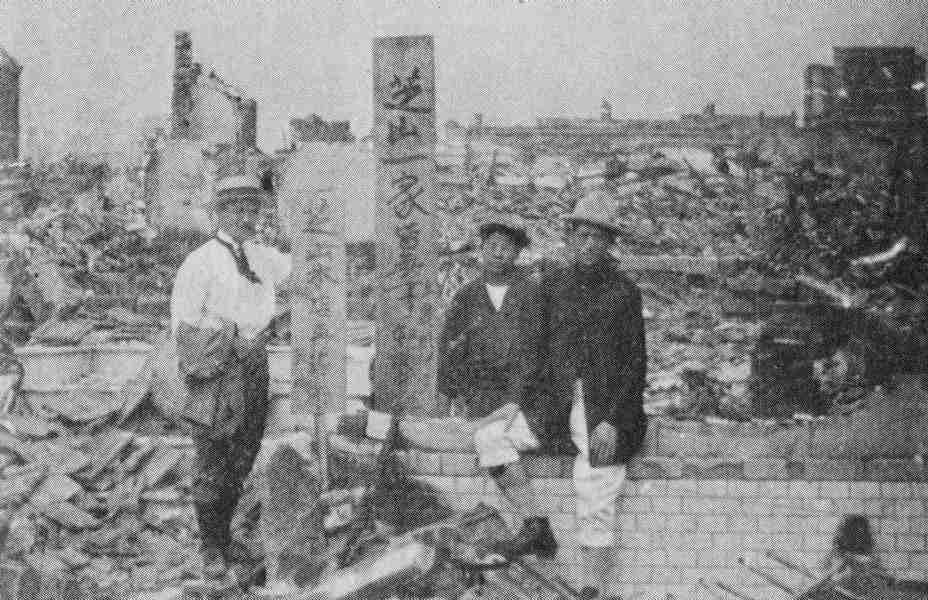
関東大震災で焼失した店舗跡。向かって左が芝山。

1923年（大正12年）9月、関東大震災が発生した。芝山とみよかは北海道での講習中のために難を逃れたが、横浜の家も店も跡形なく焼失した。
県外の地方在住の弟子たち、受講生たちからは、多くの見舞金が送られてきた。芝山はそれを復興資金として、同1923年、横浜市中区相生町に、日本人を対象とした「芝山理容院」を再建し、山下町には日本国外の客を対象とした店を再建した。この営業再開の迅速さは、後々まで語り草となった。一番弟子である大島款太郎（後の日本ヘアデザイン協会名誉会員）は、1年間無給で働くことを申し出て、芝山を感激させた。

### 後進の育成

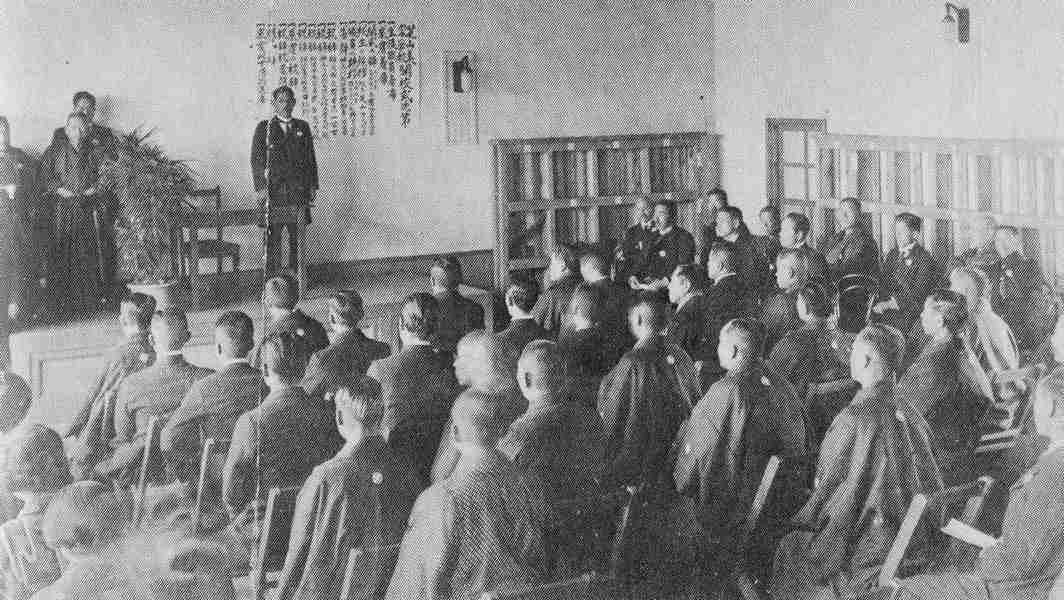
芝山美容学校の開校式

関東地方や横浜が次第に復興した後、芝山は相生町の店を門弟に一任し、中区住吉町に理容室と美容室を開業した。さらに私塾「東洋美容学校」を併設して、理容業と共に美容教育に乗り出した。やがて震災後に洋髪が流行し、生徒の増大により学校が手狭になったため、拡充として1925年（大正14年）、横浜市鶴見区生麦に「芝山美容学校」を開校した。これは本格的な技術者教育を目的とし、各種学校令に基づく認可も取った学校であった。国際理容美容専門学校の創設者である松村重貴智も、この芝山校の生徒である。
しかしこの学校設立に対して、大日本美髪会から「芝山は会の復興よりも自分の復興を優先している」と批判があり、学校を美髪会の東京本部へ移管するよう要請も入った。芝山は苦心の末に、美髪会の辞職を決断した。美髪会にとって、講習会で活躍してきた芝山を欠くことは大きな痛手であったが、芝山きっての門弟の一人、後に美容評論家となる赤間徳が美髪会で跡を継ぐことで、一応の解決を見た。
一方で芝山の方では、美髪会辞職後に自分側の幹部が手薄となったため、講師養成を目的とした師範講習会を発足した。当時は「師範」という言葉が「師範学校」「高等師範」など、軍の学校などと同様に尊敬される立場であったため、芝山が新聞に師範講習会開催の広告を出すと、神奈川県庁より「床屋が師範とは何事か」と横槍が入る一幕もあった。
1929年（昭和4年）、大日本美髪会が改編されて、日本の理容の普及と発展を目的とした団体とした社団法人「大日本理容協会」が組織され、芝山は総務長を務めた。

### 急逝

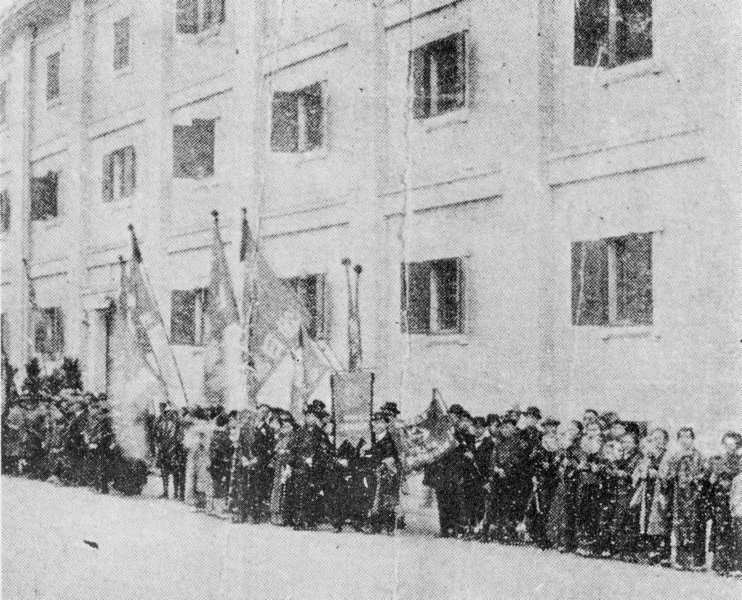
「空前の葬列」と呼ばれた芝山の葬儀

同1929年（昭和4年）11月14日、横浜の自宅で、心臓発作に倒れた。駆けつけた主治医による応急手当の甲斐も無く、56歳で急逝した。東京の美容室で働いていたみよかが駆けつけたときは、モーニング型の白衣、縞のズボンという仕事着姿のままで死去していた。
横浜市中区の妙香寺で葬儀が行われ、参列者や花輪の数は、関東大震災後の横浜では最大の規模に上った。葬儀委員長は、先述の大場秀吉が務めた。葬列は、住吉町の店から約2キロメートル先の妙香寺まで繋がり、先頭が寺に着いても、後ろがまだ店にいたほどで、「空前の葬列」とも呼ばれた。弟子の1人は後に「あれほどのものは見たことがないし、これからもないでしょう」と語った。
遺された芝山美容学校などは諸事情から、みよかではなく他の手に渡った。墓碑は少年期の師である松本定吉と共に、妙香寺にある。

## 慈善活動

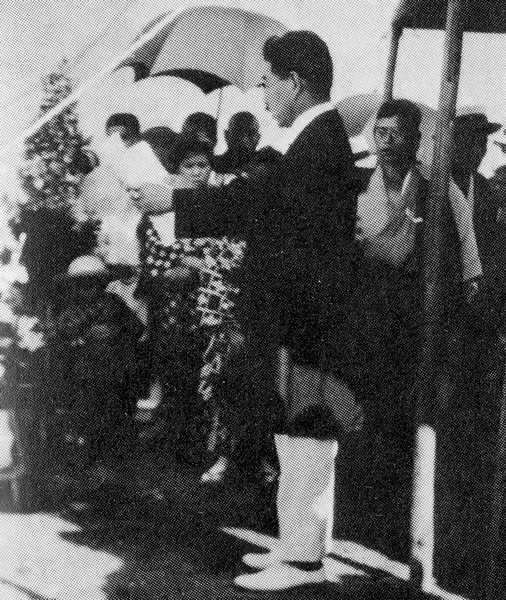
芝山は関東大震災でも、死去した視覚障害者たちの追悼会で弔辞を述べた。

芝山が店に初めて「フェイシャル・マッサージ」の看板を掲げたときは、視覚障害者による横浜のマッサージ師団体が、「晴眼者がマッサージの看板を出せば、我々は飯の食い上げ」と言って激しく抗議した。芝山は「美容のためのマッサージであり、全身的な治療とは異なる」と弁明したが、聞き入れられることはなく、マッサージの資格の無いことを詰問された。芝山は免許取得のためにマッサージ学校に入学し、その在学中、視覚障害者たちの教育不足を痛感した。そこで芝山は、一同が自立して生活できるようにと盲学校を建立、さらに団体への寄付など、長年にわたって援助を続けた。この恩義から、芝山の葬儀の参列者の中には、涙を浮かべる盲学校の生徒たちの一団の姿もあり、沿道で人々の注目を集めた。
芝山は弱者を労わる人格でも知られ、千葉県に弟子を訪ねたときに、渡し船しかない川の不便さから、橋を架けた。感謝の意味から、この橋は地元で「芝山橋」と呼ばれた。1918年（大正7年）には、病気や学業不振で通学できない子供たちのために本牧中学校を設立して、その理事長も務めた。野球選手として活躍した苅田久徳や若林忠志も、同校の生徒である。大日本美髪会の講習のために日本内外を回ったときにも、講習料は安価で、芝山の利益がほとんど無いほどだった。関東大震災後に多くの支援により迅速に営業再開できたことも、芝山の優れた人望を物語っている。このように温かな人格から、没後は「慈温院法香日兼居士」の戒名が授けられた。

## 人物
進取の気性に富み、日本国外の技術に貪欲であり、新たな器具や化粧品を次々に取り入れた。中には驚くほど高価な品もあり、客が仰天するほどだった。娘のみよかは「新しい物好き」とよく笑っていた。1918年（大正7年）、マーセル・アイロン（火熱式のアイロン）をいち早く輸入し、ウェーブ技術を世間に広めた。大正10年代には自ら「縮毛矯正アイロン」などの新技術を開発し、これは娘みよかにも受け継がれた。芝山美容学校でも「人はいつでも一歩先を行かなければ。現状に甘んじてはいけない」と唱えていた。
みよかの後年の弁によれば、芝山がマーセル・アイロンを用いていたのは日本国外の客を対象とした高級美容であり、日本で一般的な美容院がマーセルアイロンを導入したのは震災前後という。また芝山によれば、髪のウェーブに熱アイロンを用いることは、日本女性には抵抗が強かったため、当時は男性の髪や髭に施していたという。

### 家族

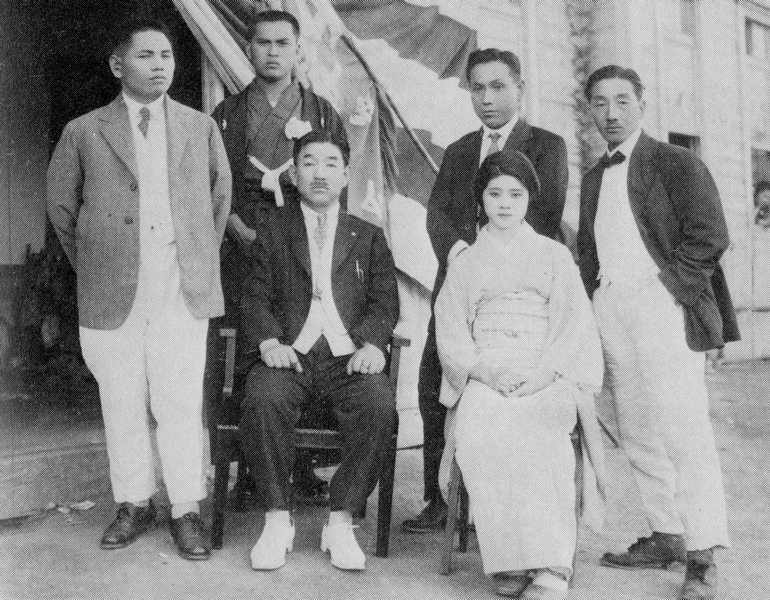
広島県での講習会開催時。前列向かって左が芝山、右が長女みよか。

長男の芝山武一（しばやま たけいち）は、神奈川県立横浜第一中学校を首席で卒業するほどの、明晰な頭脳の持ち主であった。父は大いに期待を寄せ、東京帝国大学へ進学させることを望んだものの、結核で肺を病んで学業を断念した。
次男の芝山征守（しばやま ゆきもり）は、芸術家肌で絵の才能もあり、加えて独学で英語とフランス語を習得していた。父の著書『実用美容術指針 一名学理的化粧法』の手技や顔の図解も手掛けた。武一と征守は共に、父に先立って死去した。
長女（三子）の芝山みよかは、1人娘ということもあって芝山に溺愛され、兄2人に嫉妬されるほどだった。芝山の店に出入りしていたジュジューというフランス人美容師が、実娘を病気で喪った悲嘆のあまり、みよかを養女に欲しいと芝山に懇願すると、芝山はジュジューと懇意の仲にもかかわらず、さすがに「馬鹿も休み休み言え!」と激怒した。なおジュジューが芝山の店で美容を指導する際、唯一知っている日本語「よく見て」を連呼していたことから、みよかの本名の漢字表記「見与加」は、「よく見て」を「よく見て、人に与え、己に加える」と転じて命名したとの説もある。

## 著書
- 男女ヘヤー、アイロン全書（東洋美容學院、1925年6月）
- 実用美容術指針 一名学理的化粧法（女性モード社、1986年8月）